# Podział administracyjny Kościoła rzymskokatolickiego w Polsce (1944–1989)
Podział administracyjny Kościoła rzymskokatolickiego w Polsce w latach 1944–1989

## Stan na 1945
W wyniku zmian granic Polski, przeprowadzonych po zakończeniu II wojny światowej stan administracji Kościoła rzymskokatolickiego w 1945 przedstawiał się następująco:
- metropolia gnieźnieńska i metropolia poznańska w unii personalnej aeque principaliter (do 1946)
  - archidiecezja gnieźnieńska
  - archidiecezja poznańska
  - diecezja chełmińska
  - diecezja włocławska

- metropolia krakowska
  - archidiecezja krakowska
  - diecezja częstochowska
  - diecezja katowicka
  - diecezja kielecka
  - diecezja tarnowska

- metropolia warszawska
  - archidiecezja warszawska
  - diecezja lubelska
  - diecezja łódzka
  - diecezja płocka
  - diecezja sandomierska
  - diecezja siedlecka

Ponadto we wschodniej części Polski pozostały jej granicach:
- część metropolii lwowskiej
  - część archidiecezji lwowskiej
  - większość diecezji przemyskiej
- część  metropolii wileńskiej
  - część archidiecezji wileńskiej
  - część diecezji pińskiej
  - większość diecezji łomżyńskiej

Ziemie przejęte po Wolnym Mieście Gdańsku:
- diecezje z prawem egzempcji
  - diecezja gdańska

Ziemie przejęte po III Rzeszy:
- większość metropolii wrocławskiej
  - archidiecezja wrocławska z wyłączeniem wikariatu generalnego cieszyńskiego oraz terytorium położonego za Nysą Łużycką,
  - część diecezji berlińskiej na wschód od Odry wraz ze Szczecinem i Świnoujściem
  - część diecezji warmińskiej, która nie weszła w skład obwodu królewieckiego Rosyjskiej Federacyjnej SRR
  - Niezależna Prałatura Pilska
- fragment metropolii praskiej
  - wikariat generalny kłodzki archidiecezji praskiej
- fragment metropolii ołomunieckiej
  - wikariat generalny branicki archidiecezji ołomunieckiej
- diecezje z prawem egzempcji
  - fragment diecezji miśnieńskiej położony na wschód od Nysy Łużyckiej

Część diecezji pozostałe poza granicami Polski:
- część metropolii wrocławskiej
  - części archidiecezji wrocławskiej w Niemczech (administracja z siedzibą w Görlitz) i Czechosłowacji (administracja z siedzibą w Czeskim Cieszynie)
  - część diecezji warmińskiej w ZSRR (obwód królewiecki Rosyjskiej Federacyjnej SRR)
  - większość diecezji berlińskiej w Niemczech
- część metropolii lwowskiej
  - większość archidiecezji lwowskiej w ZSRR (Ukraińska SRR)
  - część diecezji przemyskiej w ZSRR (Ukraińska SRR)
  - diecezja łucka w ZSRR (Ukraińska SRR)
- część metropolii wileńskiej
  - większość archidiecezji wileńskiej w ZSRR (Białoruska i Litewska SRR)
  - większość diecezji pińskiej w ZSRR (Białoruska i Ukraińska SRR)
  - fragment diecezji łomżyńskiej w ZSRR (Białoruska SRR)
- większość metropolii praskiej
  - większość archidiecezji praskiej (Czechosłowacja)
- większość metropolii ołomunieckiej
  - większość archidiecezji ołomunieckiej (Czechosłowacja)
- położona na zachód od Nysy Łużyckiej większość diecezji miśnieńskiej z prawem egzempcji (Niemcy)

## Lata 1945–1972
W 1946 na prośbę kardynała Augusta Hlonda rozwiązana została unia personalna archidiecezji gnieźnieńskiej i poznańskiej. Równocześnie stworzona została unia personalna archidiecezji gnieźnieńskiej i warszawskiej.
Dla Ziem Odzyskanych zostały utworzone administracje apostolskie we Wrocławiu, Gdańsku, Gorzowie Wielkopolskim, Opolu i Olsztynie. W 1964 – po śmierci biskupa gdańskiego Karola Marii Spletta – przywrócona została diecezja gdańska.
Ponadto na ziemiach wschodnich zostały utworzone następujące administracje apostolskie: w Lubaczowie (dla archidiecezji lwowskiej), Drohiczynie (dla diecezji pińskiej) i Białymstoku (dla archidiecezji wileńskiej).
W latach 1945–1972 podział administracyjny Kościoła rzymskokatolickiego na ziemiach polskich przedstawiał się następująco:
- metropolia gnieźnieńska
  - archidiecezja gnieźnieńska (w unii personalnej z archidiecezją warszawską)
  - archidiecezja poznańska
  - diecezja chełmińska
  - diecezja włocławska

- metropolia krakowska
  - archidiecezja krakowska
  - diecezja częstochowska
  - diecezja katowicka
  - diecezja kielecka
  - diecezja tarnowska

- metropolia warszawska
  - archidiecezja warszawska (w unii personalnej z archidiecezją gnieźnieńską)
  - diecezja lubelska
  - diecezja łódzka
  - diecezja płocka
  - diecezja sandomierska
  - diecezja siedlecka

Administracje apostolskie
- części metropolii: wrocławskiej, praskiej i ołomunieckiej, a także diecezji miśnieńskiej z prawem egzempcji
  - administracja apostolska wrocławska (dolnośląska część archidiecezji wrocławskiej bez terytorium położonego za Nysą Łużycką, za to poszerzona o wikariat generalny kłodzki archidiecezji praskiej, a także fragment diecezji miśnieńskiej położony na wschód od Nysy Łużyckiej)
  - administracja apostolska opolska (górnośląska część archidiecezji wrocławskiej z wyłączeniem wikariatu generalnego cieszyńskiego, za to poszerzona o wikariat generalny branicki archidiecezji ołomunieckiej)
  - administracja apostolska warmińska w Olsztynie (diecezja warmińska bez obwodu królewieckiego RFSRR)
  - administracja apostolska kamieńska, lubuska i prałatury pilskiej w Gorzowie Wielkopolskim (część diecezji berlińskiej na wschód od Odry wraz ze Szczecinem i Świnoujściem oraz Niezależna Prałatura Pilska)
- diecezja gdańska z prawem egzempcji
  - administracja apostolska gdańska (diecezja gdańska) – od 1964 ponownie rządzona przez pełnoprawnego  biskupa diecezjalnego)
- część metropolii lwowskiej
  - administracja archidiecezji lwowskiej w Lubaczowie
  - diecezja przemyska
- część  metropolii wileńskiej
  - administracja archidiecezji wileńskiej w Białymstoku
  - administracja diecezji pińskiej w Drohiczynie
  - diecezja łomżyńska

## Lata 1972–1991
W roku 1972 w następstwie uznania zachodniej granicy PRL przez Republikę Federalną Niemiec w układzie PRL–RFN (1970) papież Paweł VI utworzył stałą administrację kościelną dla tzw. Ziem Odzyskanych.
Reaktywowane zostały: metropolia i archidiecezja wrocławska i diecezja warmińska. Ponadto utworzone zostały diecezje: gorzowska, szczecińsko-kamieńska, koszalińsko-kołobrzeska i opolska.
W 1981 stolicę diecezji sandomierskiej przeniesiono z Sandomierza do Radomia. Diecezja zmieniła nazwę na diecezja sandomiersko-radomska.
W latach 1972–1991 podział administracyjny Kościoła rzymskokatolickiego w Polsce przedstawiał się następująco:
- metropolia gnieźnieńska
  - archidiecezja gnieźnieńska (w latach 1946–1992 w unii personalnej z archidiecezją warszawską)
  - diecezja chełmińska
  - diecezja gdańska
  - diecezja koszalińsko-kołobrzeska
  - diecezja szczecińsko-kamieńska
  - diecezja włocławska

- metropolia krakowska
  - archidiecezja krakowska
  - diecezja częstochowska
  - diecezja katowicka
  - diecezja kielecka
  - diecezja tarnowska

- metropolia warszawska
  - archidiecezja warszawska (w latach 1946–1992 w unii personalnej z archidiecezją gnieźnieńską)
  - diecezja lubelska
  - diecezja łódzka
  - diecezja płocka
  - diecezja sandomiersko-radomska (od 1981 w miejsce sandomierskiej)
  - diecezja siedlecka
  - diecezja warmińska

- metropolia wrocławska
  - archidiecezja wrocławska
  - diecezja gorzowska
  - diecezja opolska

- metropolia poznańska
  - archidiecezja poznańska

- część metropolii lwowskiej
  - administracja archidiecezji lwowskiej w Lubaczowie
  - diecezja przemyska

- część  metropolii wileńskiej
  - administracja archidiecezji wileńskiej w Białymstoku
  - administracja diecezji pińskiej w Drohiczynie
  - diecezja łomżyńska

W 1991 administracje apostolskie w Białymstoku i Drohiczynie zostały podniesione do rangi diecezji.